# Хемма Менгуаль
Хемма Менгуаль  (ісп. Gemma Mengual, 12 квітня 1977) — іспанська спортсменка, спеціалістка з синхронного плавання, олімпійська медалістка. Брала участь у літніх Олімпійських іграх 2000, 2004 та 2008 років. 15 лютого 2012 року вона оголосила про вихід на пенсію після чого почала займатися тренуванням національної збірної з синхронного плавання. Однак у червні 2015 року Менгуаль оголосила, що повертається до змагань та виступить на Чемпіонат світу з водних видів спорту 2015, у змішаному дуеті з Пау Рібасом, якого вона раніше тренувала. Хоча раніше вона зазначала, що не буде змагатися після чемпіонату світу, у вересні того ж року вона підтвердила через соціальні мережі, що виступить у дуеті на літніх Олімпійських іграх 2016 року з Оною Карбонелл.
Під час Олімпійських ігор 2020 року (проведених у 2021 році через COVID-19) вона брала участь у трансляції змагань у басейні та на паркеті, надаючи технічний аналіз та експертну думку.

## Виступи на Олімпіадах
| Олімпіада   | Дисципліна | Місце |
| ----------- | ---------- | ----- |
| Сідней 2000 | дует       | 8     |
| Афіни 2004  | дует       | 4     |
| Афіни 2004  | командні   | 4     |
| Пекін 2008  | дует       | 2     |
| Пекін 2008  | командні   | 2     |